# 鳥取缶詰
鳥取缶詰株式会社（とっとりかんづめ）は、鳥取県境港市の企業。

## 概要

### 会社沿革
- 1926年 - 大阪市において、「合資会社板倉商店」として創業[1]。
- 1934年 - 西伯郡境町に境工場を新設（本社所在地）[1]。
- 1942年 - 「鳥取合同罐詰有限会社」と組織及び名称を変更[1]。代表取締役に板倉乾就任[1]。
- 1954年 - 「鳥取罐詰株式会社」と組織及び名称を変更[1]。代表取締役に板倉乾就任[1]。
- 2017年 - 「鳥取缶詰株式会社」と組織再編[注 1][1]。代表取締役に廣瀨 直就任[1]。

### 本社
- 鳥取県境港市渡町1460[1]

### 工場
- 鳥取県境港市渡町1460[1]

### 主要取扱品目
- 即席麺（インスタントラーメン）[1]
- レトルトパウチ食品（レトルトカレー、他）[1]

日清食品の協力工場として、日清焼そば・日清焼そばポックンミョン袋麵の製造を行っている。

### 資本金
- 3千万円[1]

### 役員
- 代表取締役 -廣瀬信彦

### 従業員数
- 99名[1]

### 取引銀行
- 山陰合同銀行 境港支店[1]
- 日本政策金融公庫[1]

### 主要取引先
- 日清食品ホールディングス株式会社[1]
- 三井食品株式会社[1]
- 凸版印刷株式会社[1]
- DNP株式会社[1]
- 東海澱粉株式会社[1]
- 株式会社阪和[1]
- 加藤産業株式会社[1]
- 日本アクセス株式会社[1]
- 伊藤忠食品株式会社[1]
- 今津株式会社[1]
- （有）宮崎商会[1]